# فوتبال در جمهوری آذربایجان
فوتبال پرطرفدارترین ورزش در جمهوری آذربایجان است. فوتبال در این کشور توسط فدراسیون فوتبال جمهوری آذربایجان سازماندهی می‌شود که لیگ فوتبال حرفه‌ای ملی، لیگ برتر فوتبال جمهوری آذربایجان و تیم ملی فوتبال آذربایجان را اداره می‌کند.